# Henryk Fojcik
Henryk Fojcik (ur. 1956 w Rybniku) – polski artysta rzeźbiarz i naukowiec.
Ukończył liceum w Żorach a 1979 – studia na Wydziale Pedagogiczno-Artystycznym Uniwersytetu Śląskiego, gdzie w 1993 uzyskał stopień doktora nauk humanistycznych w zakresie historii. Jest pracownikiem dydaktycznym i kierownikiem Zakładu Sztuk Pięknych Instytutu Sztuki Państwowej Wyższej Szkoły Zawodowej w Raciborzu. Jest też sekretarzem Ogólnopolskiej Międzyuczelnianej Rady Edukacji Artystycznej w zakresie Sztuk Plastycznych. Jego działalność naukowa i publikacje dotyczą głównie historii i podstaw teoretycznych dydaktyki artystycznej.
Domeną jego działalności artystycznej jest przede wszystkim rzeźba sakralna a inspiracją – symbolika przekazu biblijnego i próby wyrażenia fenomenu sacrum. Prace Fojcika znajdują się głównie w obiektach sakralnych Rybnika i województwa opolskiego. Jest między innymi autorem monumentalnego ołtarza Rozesłanie Apostołów w kościele werbistów w Rybniku. Brał udział w kilku wystawach zbiorowych i indywidualnych.
W swoich poglądach na sztukę Fojcik opowiada się za powrotem do uniwersyteckich korzeni uczelni artystycznych i przywróceniem jej naukowego podłoża.

## Publikacje
- Henryk Fojcik: Koncepcja wychowania plastycznego w Polsce w latach 1918-1939 : (tradycje, uwarunkowania, inspiracje). Cieszyn: Uniwersytet Śląski. Filia, 1996. ISBN 83-905870-1-7. Brak numerów stron w książce